# 이와세 히토키
이와세 히토키(일본어: 岩瀬 仁紀, 1974년 11월 10일 ~ )는 일본의 전 프로 야구 선수이며, 야구 해설가이자 야구 평론가이다.주니치 드래건스의 레전드로 일본 프로야구 최다 등판 및 통산 세이브 수 기록을 보유하고 있고 2018 시즌을 끝으로 은퇴했다.

## 인물

### 프로 입단 전
아이치 현립 니시오히가시 고등학교에 재학할 당시 현 대회에서 노히트 노런을 기록했고 마지막이자 여름 대회인 전국 고등학교 야구 선수권 아이치현 대회 4차전에서 팀은 패배했다. 고교 졸업 후 아이치 대학에 진학하여 아이치 대학 리그에서는 1학년부터 외야수의 주전으로서 출전, 타자로서 리그 통산 101경기 출전해 384타수 124안타, 타율 3할 2푼 3리, 9홈런, 64타점을 기록했다. 통산 124안타는 리그에서 역대 2위이다.
1995년 춘계 리그에서 1경기 3홈런을 기록하여 외야수로서는 베스트 나인을 4차례나 수상했다. 같은해 추계 리그에서는 외야수 겸 투수로 활약해 투수에서는 3시즌 통산 15경기에 등판하는 등 8승 4패의 성적을 남겼다. 대학 졸업 후는 사회인 야구팀인 NTT 도카이에 입단했고, 1998년 프로 야구 드래프트에서는 주니치 드래건스를 역지명하여 2순위 지명을 받고 입단했다.

### 프로 입단 후

#### 1999년 ~ 2004년
입단 1년차인 1999년 개막전에서 실점을 허용하는 등 아웃카운트를 한 개도 처리하지 못한 채 강판되었다. 그러나 이것을 발판삼아 이후의 등판에서는 구단 수뇌부의 신뢰를 얻어 좌완 중간 계투를 맡아 자신의 특색인 제구력과 날카롭게 구부러지는 슬라이더를 무기로 오치아이 에이지, 이상훈(삼손 리), 선동열 등과 함께 투수진을 구축하여 팀의 리그 우승에 기여했다. 그 해에는 데뷔 후 첫 타이틀인 최우수 중간 계투 투수상을 석권했다. 평균자책점 1.57을 기록해 중간 계투이면서도 10승 2패의 좋은 성적을 남길 정도로 유력한 신인왕 후보로 거론되었지만 그 해 시즌 20승을 달성한 우에하라 고지가 신인왕을 차지했다.
이듬해 2000년 10월 8일의 히로시마 도요 카프전에서만 선발 등판해 7이닝을 던져 7안타 1실점을 기록하여 승리투수가 되었고 정작 본인은 선발 투수로 뛰겠다는 희망을 가진 적도 있어 호시노 센이치 감독은 시험도 겸해 기용되었다. 그 이후에는 중간 계투로 기용되었고 특히 2002년, 2003년에는 2년 연속 1점대의 평균자책점으로 시즌을 마감하는 등 수뇌진의 신뢰를 쌓았다.
2004년에는 오치아이 히로미쓰 감독으로부터 구원 투수로 지명되었지만 정규 시즌 개막 직전에 자택의 욕실에서 넘어지는 사고를 당하는 등 그 영향으로 인해 전반기에서의 성적 부진은 계속되었는데도 2승 3패 22세이브의 성적으로 팀의 5년 만의 리그 우승을 이끌었다. 8월에 열린 아테네 올림픽 야구 일본 국가대표팀 선수로 발탁되었다.

#### 2005년
10월 1일 히로시마전(나고야 돔)에서는 46세이브를 달성해 사사키 가즈히로가 갖고 있던 시즌 최다 세이브 기록을 경신했다 60경기에 등판하면서 피홈런은 한 개도 없었다.

#### 2006년
1월 20일의 계약 갱신에서는 7,500만엔이 증가된 추정 연봉 3억 500만엔으로 재계약 되었는데 주니치에 활동한 일본인 선수로서는 1992년의 오치아이 히로미쓰를 제치고 구단 역사상 최고 연봉이 되었다. 4월 4일의 요코하마 베이스타스전에서는 9회말에 다무라 히토시로부터 동점 홈런(2점)을 허용하여 구원에는 실패했다. 2004년 9월 25일 무라타 슈이치에게 허용한 이후 그토록 허용하지 않았던 홈런을 맞아 피홈런 0의 기록은 끊어졌다.
7월 30일, 프로 통산 100세이브를 달성했고 10월 8일 프로 야구 사상 최초인 2년 연속 40세이브를 달성했다. 2년 만에 팀의 리그 우승을 결정한 10월 10일 요미우리 자이언츠전에서의 11회말 3대 3 동점인 상황에서 등판하여 2이닝 무실점으로 막아냈다.

#### 2007년
4월 6일, 가쿠 겐지의 구단 기록을 경신하는 117세이브를 기록했고 7월 7일에는 통산 500경기 등판을 달성했다. 9월 8일, 아키야마 노보루와 대등한 9년 연속 50경기 등판의 프로 야구 타이 기록을 수립했을 뿐만 아니라 다음날인 9월 9일에는 역대 6번째의 150세이브를 달성했고 9월 19일 프로 야구 사상 최초인 3년 연속 40세이브를 달성했다.
그러나 시즌 중반에는 제구의 구속이 140 km/h를 밑돌 정도의 부진에 시달려 전체적으로는 구위력과 제구에 대한 부담을 느낀 시즌이었지만 8월 이후의 평균자책점은 1.27로 호조를 이루었다. 그 해에 새로 도입한 클라이맥스 시리즈에서는 한신 타이거스와의 제1 스테이지 2차전으로부터 요미우리 자이언츠와의 제2 스테이지 3차전까지 모두 8회 도중에 4연투로 팀의 일본 시리즈 진출에 기여했다. 3승 1패를 기록한 일본 시리즈 5차전에서는 8이닝까지 퍼펙트 게임의 호투를 하고 있던 야마이 다이스케를 대신해서 9회에 등판, 3자 범퇴를 처리하며 사상 최초인 계투에 의한 퍼펙트 게임을 달성해 팀의 일본 시리즈 우승 달성에 기여했다.

#### 2008년

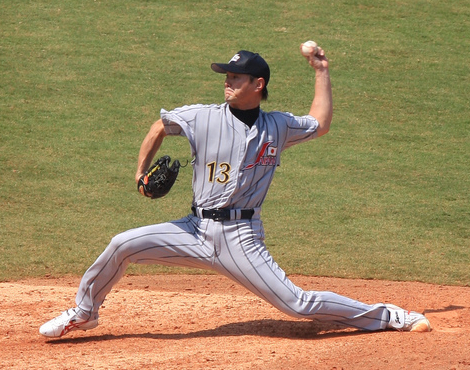
베이징 올림픽 대표팀 시절의 이와세

6월 14일 오릭스 버펄로스전에서 알렉스 카브레라에게 557경기 만에 처음으로 끝내기 홈런을 허용했다. 8월에 열린 베이징 올림픽 야구 일본 국가대표팀 선수로 발탁되어 출전했지만 대한민국과의 경기에서 이승엽(현 삼성, 당시 요미우리)에게 역전 홈런을 허용하는 등 대회를 통해서 10실점과 3경기 패전 투수가 되었다. 귀국 후 프로 야구 사상 최초인 10년 연속 50경기 등판을 달성했고 포스트시즌에서의 무실점 기록을 22이닝 1/3까지 늘리고 있었다. 12월에는 추정 연봉인 4억 3,000만엔(작년과 동일함)으로 4년 재계약을 맺었다.

#### 2009년
4월 21일, 스즈키 다카마사의 구단 기록을 경신하는 통산 587경기 등판을 기록했다. 그러나 4월 30일 도쿄 야쿠르트 스왈로스전(나고야 돔)에서 상대 타자 아오키 노리치카의 머리 부분에 위협구를 던져 퇴장당했다. 5월 12일 프로 야구 역대 4번째이자 좌완 투수로서는 사상 최초의 통산 200세이브를 달성했고 7월 30일 프로 야구 사상 최초로 5년 연속 30세이브를 달성했다. 8월 15일에는 역대 단독 3위인 통산 228세이브를 기록하면서 8월 18일에는 20경기 연속 세이브를 달성했다.

#### 2010년
6월 16일에는 홋카이도 닛폰햄 파이터스전(나고야 돔)에서 개인 통산 250세이브를 달성했는데 사사키 가즈히로, 다카쓰 신고에 이은 세 번째의 구원 투수로서 일본 프로 야구 명구회의 가입 조건을 채웠다. 게다가 6월 23일의 요코하마전(도요하시 시민 구장)에서 사사키를 제친 프로 야구 역대 2위가 되는 통산 253세이브를 기록했고 8월 7일의 한신전에서는 개인 기록을 경신하는 ‘6년 연속 30세이브’를 달성했다.

#### 2011년
그 해 시즌 개막부터 컨디션이 좀처럼 오르지 않아 실점하는 경기도 많았지만 5월 17일의 지바 롯데 마린스전(QVC 마린필드)에서 통산 700경기 등판을 달성했다. 6월 12일 도호쿠 라쿠텐 골든이글스전(클리넥스 스타디움 미야기)에서 다카쓰 신고의 통산 세이브 기록(286세이브)과 6월 16일의 후쿠오카 소프트뱅크 호크스전(나고야 돔)에서 프로 야구 신기록이 되는 통산 287세이브를 기록했다. 9월 3일의 히로시마 도요 카프전(MAZDA Zoom-Zoom 스타디움 히로시마)에서 프로 야구 사상 최초인 통산 300세이브, 9월 20일의 요코하마 베이스타스전(요코하마 스타디움)에서 개인 최고 기록을 경신하는 ‘7년 연속 30세이브’, 9월 29일의 히로시마전(MAZDA Zoom-Zoom 스타디움 히로시마)에서 프로 야구 신기록이 되는 통산 740경기 구원 등판을 달성하는 등 시즌 후반기부터 컨디션을 회복하여 수많은 기록을 연달아 수립하는 등 평균자책점도 5년 만에 1점 대로 머문 시즌이 되었다.

#### 2012년
올스타전을 전후로 해서 구원에 실패하는 일도 있어 8월 2일에 1군 등록이 말소되었다. 부진에 의한 2군 격하는 2002년 6월 이래 두 번째였고 마무리 투수로 정착한 2004년 이후 처음이었지만 이것은 본인의 의향이자 구연 기간 중에 왼쪽 팔꿈치에 통증이 있었다고 한다. 8월 24일의 야쿠르트전에서는 개인 최다 기록을 경신하는 ‘8년 연속 30세이브’를 달성했고 최종적으로는 33세이브를 기록하여 토니 바넷와 함께 최다 세이브의 타이틀을 획득했다. 사사키 가즈히로, 아카호리 모토유키와 대등한 역대 최다인 5번째의 타이틀을 차지했다.

#### 2013년
2013년 4월 18일 야쿠르트 스왈로스전(메이지 진구 야구장)에서 통산 350세이브를 달성했다..5월 14일 대 닛폰햄 파이터스전에서 일본 프로 야구 사상 첫 10년 연속 10세이브를 달성했다.8월 27일 야쿠르트 스왈로스전에서 자신의 기록을 경신했던 9년 연속 30세이브를 달성. 9월 18일 요미우리 자이언츠전(나고야 돔)에서 통산 382세이브로, 사사키 가즈히로(전 요코하마 DeNA 베이스타스, 시애틀 매리너스)의 미일 통산 세이브수를 넘는 전인미답의 일본인 최다 세이브를 경신했다.

#### 2014년
2014년 7월 26일 요미우리 자이언츠전(나고야 돔)에서 일본프로야구 사상 첫 통산 400세이브를 달성. 그러나 8월에 왼쪽 팔꿈치의 통증을 호소하며 1군 등록 말소되고 NPB기록의 연속 50경기 등판과 15년 연속 30세이브가 9년에서 각각 끊겼다. 또, 평균 자책점도 2001년 이후 3점대에 끝났다. 11월 4일 7000만엔 줄어 3억엔으로 2015년 계약을 맺었다.

#### 2015년
2015년 팔꿈치 부상의 영향으로 개막 2군에서 시작했고 마무리 자리도 후쿠타니 고지에게 물려주고 데뷔 첫 실전 등판 없이 끝났다.12월 7일에는 2억 5000만엔 감소의 5000만엔(규정된 감액 제한을 크게 넘는 83%다운)로 사인했으며 시즌의 현역 속행이 정해졌다. 감봉 액수는 2013년 오가사와라 미치히로(당시 요미우리 자이언츠) 3억 6000만엔(당시)에 이어 역대 2위(후에 거인의 스기우치 도시야가 4억 5000만 감소의 5000만 성과급으로 갱신하면서 역대 3위)가 되었다.

#### 2016년
2016년 4월 9일 2년 만에 1군 등판해 8월 6일 요코하마 DeNA 베이스타스전(요코하마 스타디움)에서 요네다 테츠야·가네다 마사이치에 이어 사상 3번째 통산 900경기 등판을 달성했다. 다만, 이 경기는 1개나 아웃을 잡지 못하고, 타카조 슈토와 구와하라 마사유키에게 각각 적시 안타를 맞는 강판되고 패전 투수가 되었다. 이 나이, 전년도에 이어 세이브를 올리지 못했고 평균 자책은 자신 최악의 6점대로 되는 등 부진이 이어 은퇴를 생각했었다.

#### 2017년
2017년 전년에 미우라 다이스케가 현역에서 물러나는 바람에 센트럴 리그 및 일본 야구 최고령 선수가 됐다. 이 나이는 3년 만에 개막 1군을 이루고 타지마 신지에게 연결 왼쪽의 셋업맨으로 뛰었다.6월 23일 요미우리전에서 가메이 요시유키를 상대로 3년 만에 세이브를 기록하고 그것까지 야마모토 마사가 가지고 있던 센트럴 리그의 최고령 세이브 기록(41세 2개월)을 42세 7개월에 경신했으며 전체 14경기를 무실점으로 막는 10홀드를 기록하면서 사상 최장 공백이 된 12년 만의 월간 MVP에 올랐다.7월 21일의 히로시마전에서 8회 2아웃부터 등판하는 가네다 마사이치가 가진 944등판을 제치고 센트럴 리그 역대 1위로 945등판을 기록했다. 8월 4일 요미우리전에서 요네다 테츠야의 프로 야구 기록과 타이를 이뤄 949경기 등판을 달성하고 승리 투수가 됐다. 950경기 등판이다. 8월 6일 요미우리전에서는 1점 앞선 9회 등판했지만 주자 1·2루와 끝내기의 위기를 초래한다. 또 사카모토 하야토에게 오른쪽 중간에 대비구를 옮기는데 중견수 오시마 요헤이가 이를 호포(이 시점에서 2아웃).2루를 지나고 지나쳤던 1루 주자의 시게노부 신노스케는 귀루 때 2루 베이스를 하늘 지냈고 다음 타자 아베 신노스케의 투구 전에 이와세가 2루로 송구하다 어필 플레이에 의한 중신의 아웃이 성립하는 게임 세트.이와세는 프로 야구 단독 기록 달성의 마운드에서 통산 세이브를 404으로 늘렸다.이 나이는 4년 만에 50경기에 등판, 3승 6패 2세이브, 평균 자책점 4.79 라는 성적을 남겼고 컴백상을 수상했다.

#### 2018년
2018년 시즌을 앞두고 투수 코치 겸임으로 마지막 시즌을 시작했다. 센트럴 리그의 동의 상 대기할 수 있는 코치 인원에 한계가 있어 패넌트레이스 개시 전인 3월 17일에 코치직을 풀렸다.등록상의 보직은 풀렸지만 팀내에서의 역할은 변함없고 코치료를 포함한 연봉도 재검토되지 않았다. 9월 16일 요미우리전에서 통산 등판 수 998경기 만에 프로 진출 후 처음으로 만루 홈런을 맞았다. 9월 28일 한신 타이거스전에서 1점 앞선 9회 등판, NPB최초의 1000경기 등판을 달성.1이닝 무실점으로 막고 세이브를 기록했다.1000경기 등판에 본인은 "여기까지 할 줄은 생각지도 않았던 "라고 코멘트했다. 29일에는 과거 이와세에 잇는 셋업맨으로 활약하며 이 경기가 은퇴 등판인 아사오부터 요망에 응한다, 아사오가 던진 직후인 9회 1사 후 등판.통산 1001경기로 늘렸다(성적은 0/3회 안타 1).10월 2일 기자 회견이 열려 현역 은퇴를 발표했다. 10월 13일 시즌 최종전인 한신 타이거스전에서 역시 시즌을 끝으로 은퇴하는 아라키 마사히로와 함께 은퇴 경기가 열렸다. 동점이 된 직후인 9회 말 투아웃 3루 상황에서 등판, 대타로 기용된 1998년 드래프트 동기 입단의 후쿠도메 고스케를 3구 모두 슬라이더로 삼진으로 잡고 현역 생활을 마쳤다. 이와세의 은퇴로 20세기 중에 일본프로야구 공식전에서 플레이를 경험한 사회인 출신 투수는 모두 은퇴했다. 그렇게 그는 선수생활 19년 동안 통산 1002경기 등판해 59승 51패 82홀드 407세이브 평균자책점 2.31를 기록하면서 화려한 선수생활을 마무리했다.

### 선수 은퇴 후
선수 은퇴 후 이와세는 2019년부터는 주부닛폰 방송의 야구 해설자로 활약하고 있고 토카이 TV, 선 TV NHK 게스트 해설자로도 활약하고 있다, 주니치 스포츠의 야구 평론가로 활동을 시작했다.그 해 3월 1일 열리는 은퇴 경기에 출전하기 때문에 주니치와 육성 계약을 맺었다. 등록 상의 등번호는 204. 2일 지바 롯데 마린스와의 시범 경기에 선발 등판, 선두 타자인 이노우에 세이야를 상대로 헛스윙 삼진을 처리했고 혼자서 교체했다. 유니폼은 현역 시절 같이 등번호 13을 지었지만, 주니치 드래곤스 구단은 이 나이부터 유니폼의 디자인을 장만하고 있기 때문에 이와세의 착용은 이 1회만 한다.

## 상세 정보

### 출신 학교
- 아이치 현립 니시오히가시 고등학교
- 아이치 대학

### 선수 경력
사회인 시대
- NTT 도카이

프로팀 경력
- 주니치 드래건스(1999년 ~ 2018년)

지도자 경력
- 주니치 드래건스 플레잉코치(2018년)

기타 경력
- 주부닛폰 방송 야구 해설자(2019년 ~ )
- 주니치 스포츠 야구 평론가(2019년 ~ )

국가 대표 경력
- 아테네 올림픽 일본 국가대표팀(2004년)
- 베이징 올림픽 일본 국가대표팀(2008년)

### 수상·타이틀 경력

#### 타이틀
- 최우수 중간 계투 투수 : 3회(1999년, 2000년, 2003년)
- 최다 세이브 : 5회(2005년, 2006년, 2009년, 2010년, 2012년)

#### 수상
- JA 전농 Go·Go상 : 4회(구원상 : 1999년 7월, 2005년 6월, 2009년 6월, 2010년 6월)

#### 국제 대회
- 아테네 올림픽 동메달(2004년)

### 주요 기록

#### 투수 기록
- 첫 등판 : 1999년 4월 2일, 대 히로시마 도요 카프 1차전(나고야 돔), 6회초 2사에서 구원 등판, 3연속 안타를 허용해 강판
- 첫 탈삼진 : 1999년 4월 8일, 대 요코하마 베이스타스 3차전(나고야 돔), 6회초에 고마다 노리히로로부터
- 첫 승리 : 1999년 4월 18일, 대 요미우리 자이언츠 3차전(도쿄 돔), 5회말에 3번째 투수로 구원 등판, 3과 2/3이닝 무실점
- 첫 세이브 : 1999년 6월 23일, 대 요미우리 자이언츠 13차전(나고야 돔), 9회초 1사에서 3번째 투수로 구원 등판, 2/3이닝 무실점
- 첫 선발·첫 선발 승리 : 2000년 10월 8일, 대 히로시마 도요 카프 26차전(히로시마 시민 구장), 7이닝 1실점
- 첫 홀드 : 2005년 6월 22일, 대 한신 타이거스 8차전(오사카 돔), 9회말 2번째 투수로 구원 등판, 1이닝 무실점

#### 타격 기록
- 첫 안타 : 1999년 4월 8일, 대 요코하마 베이스타스 3차전(나고야 돔), 7회말에 아와노 히데유키로부터 중전 안타
- 첫 타점 : 1999년 9월 16일, 대 요미우리 자이언츠 27차전(나고야 돔), 7회말에 오카지마 히데키로부터 우익선상 적시 2루타

#### 기록 달성 경력
- 통산 100세이브 : 2006년 7월 30일, 대 요미우리 자이언츠 15차전(나고야 돔), 9회초에 3번째 투수로 구원 등판, 1이닝 무실점 ※역대 17번째.
- 통산 500경기 등판 : 2007년 7월 7일, 대 한신 타이거스 8차전(나고야 돔), 8회초 2사에서 3번째 투수로 구원 등판, 1과 1/3이닝 무실점 ※역대 81번째.
- 통산 150세이브 : 2007년 9월 9일, 대 도쿄 야쿠르트 스왈로스 20차전(나고야 돔), 9회초에 2번째 투수로 구원 등판, 1이닝 무실점 ※역대 6번째.
- 통산 200세이브 : 2009년 5월 12일, 대 도쿄 야쿠르트 스왈로스 7차전(나가라가와 구장), 9회초에 3번째 투수로 구원 등판, 1이닝 무실점 ※역대 4번째.
- 통산 600경기 등판 : 2009년 5월 28일, 대 도호쿠 라쿠텐 골든이글스 2차전(나고야 돔), 9회초에 4번째 투수로 구원 등판, 1이닝 1실점 ※역대 33번째.
- 통산 250세이브 : 2010년 6월 16일, 대 홋카이도 닛폰햄 파이터스 4차전(나고야 돔), 9회초에 4번째 투수로 구원 등판, 1이닝 무실점 ※역대 3번째.
- 통산 700경기 등판 : 2011년 5월 17일, 대 지바 롯데 마린스 1차전(QVC 마린필드), 9회말에 6번째 투수로 구원 등판, 1이닝 2실점에서 세이브 투수 ※역대 14번째.
- 통산 287세이브 : 2011년 6월 16일, 대 후쿠오카 소프트뱅크 호크스 4차전(나고야 돔), 9회초에 3번째 투수로 구원 등판, 1이닝 무실점 ※프로 야구 신기록.
- 통산 300세이브 : 2011년 9월 3일, 대 히로시마 도요 카프 16차전(MAZDA Zoom-Zoom 스타디움 히로시마), 9회말에 5번째 투수로 구원 등판, 1이닝 무실점 ※사상 최초.
- 통산 800경기 등판 : 2012년 10월 5일, 대 히로시마 도요 카프 24차전(나고야 돔), 9회초에 8번째 투수로 구원 등판, 1이닝 1실점 ※역대 6번째.
- 통산 350세이브：2013년 4월 18일、대 도쿄 야쿠르트 스왈로스 6차전（메이지 진구 야구장）、9회말에 5번째 투수로 구원 등판, 1이닝 무실점 ※사상 최초
- 통산 400세이브：2014년 7월 26일、대 요미우리 자이언츠 （나고야 돔）、9회초에 5번째 투수로 구원 등판, 1이닝 1실점 ※사상 최초
- 통산 900경기 등판：2016년 8월 6일、대 요코하마 DeNA 베이스타스 19차전（요코하마 스타디움）、8회 말 5번째 투수로 구원 등판, 0/3회 3실점으로 패전 투수※사상 3번째[4]
- 통산 950경기 등판：2017년 8월 6일、대 요미우리 자이언츠 18차전(도쿄 돔)、9회 말 5번째 투수로 구원 등판, 1이닝 무실점 ※사상 최초
- 통산 1000경기 등판：2018년 9월 28일、대 한신 타이거스 22차전（나고야 돔）、9회초에 7번째 투수로 구원등판, 1이닝 무실점 ※사상 최초
- 통산 1000경기 출전 ※역대 496번째

#### 기타
- 시즌 46세이브(2005년, 프로 야구 타이 기록)
- 통산 407세이브(프로 야구 기록)
- 745경기 구원 등판(프로 야구 기록)
- 15년 연속 50경기 등판(1999년 ~ 2013년, 프로 야구 기록)
- 올스타전 출장 : 10회(2000년 ~ 2001년, 2003년, 2005년 ~ 2007년, 2010년 ~ 2013년)

### 등번호
- 13(1999년 ~ 2018년)

### 연도별 투수 성적
| 연 도     | 소 속     | 등 판 | 선 발 | 완 투 | 완 봉 | 무 4 구 | 승 리 | 패 전 | 세 이 브 | 홀 드 | 승 률 | 타 자 | 이 닝 | 피 안 타 | 피 홈 런 | 볼 넷 | 고 4 | 몸 맞 | 탈 삼 진 | 폭 투 | 보 크 | 실 점 | 자 책 점 | 평 자 책 | W H I P |
| --------- | --------- | ----- | ----- | ----- | ----- | ------- | ----- | ----- | -------- | ----- | ----- | ----- | ----- | -------- | -------- | ----- | ---- | ----- | -------- | ----- | ----- | ----- | -------- | -------- | ------- |
| 1999년    | 주니치    | 65    | 0     | 0     | 0     | 0       | 10    | 2     | 1        | --    | .833  | 307   | 74.1  | 67       | 3        | 22    | 2    | 2     | 73       | 4     | 0     | 16    | 13       | 1.57     | 1.20    |
| 2000년    | 주니치    | 58    | 1     | 0     | 0     | 0       | 10    | 5     | 1        | --    | .667  | 323   | 80.1  | 66       | 3        | 28    | 4    | 1     | 65       | 1     | 0     | 20    | 17       | 1.90     | 1.17    |
| 2001년    | 주니치    | 61    | 0     | 0     | 0     | 0       | 8     | 3     | 0        | --    | .727  | 252   | 62.2  | 51       | 3        | 16    | 0    | 3     | 62       | 0     | 0     | 23    | 23       | 3.30     | 1.07    |
| 2002년    | 주니치    | 52    | 0     | 0     | 0     | 0       | 4     | 2     | 0        | --    | .667  | 231   | 59.2  | 38       | 2        | 15    | 4    | 3     | 66       | 1     | 0     | 8     | 7        | 1.06     | 0.89    |
| 2003년    | 주니치    | 58    | 0     | 0     | 0     | 0       | 5     | 2     | 4        | --    | .714  | 244   | 63.2  | 47       | 3        | 12    | 6    | 1     | 69       | 1     | 1     | 10    | 10       | 1.41     | 0.93    |
| 2004년    | 주니치    | 60    | 0     | 0     | 0     | 0       | 2     | 3     | 22       | --    | .400  | 259   | 64.1  | 53       | 4        | 14    | 2    | 3     | 53       | 1     | 0     | 20    | 20       | 2.80     | 1.04    |
| 2005년    | 주니치    | 60    | 0     | 0     | 0     | 0       | 1     | 2     | 46       | 2     | .333  | 229   | 57.1  | 51       | 0        | 8     | 2    | 2     | 52       | 1     | 0     | 12    | 12       | 1.88     | 1.03    |
| 2006년    | 주니치    | 56    | 0     | 0     | 0     | 0       | 2     | 2     | 40       | 5     | .500  | 214   | 55.1  | 40       | 3        | 8     | 3    | 0     | 44       | 0     | 0     | 8     | 8        | 1.30     | 0.87    |
| 2007년    | 주니치    | 61    | 0     | 0     | 0     | 0       | 2     | 4     | 43       | 3     | .333  | 233   | 59.0  | 53       | 3        | 9     | 4    | 0     | 50       | 0     | 0     | 18    | 16       | 2.44     | 1.05    |
| 2008년    | 주니치    | 51    | 0     | 0     | 0     | 0       | 3     | 3     | 36       | 5     | .500  | 212   | 49.0  | 55       | 2        | 10    | 2    | 0     | 41       | 0     | 0     | 16    | 16       | 2.94     | 1.33    |
| 2009년    | 주니치    | 54    | 0     | 0     | 0     | 0       | 2     | 3     | 41       | 1     | .400  | 196   | 46.2  | 41       | 2        | 13    | 2    | 2     | 34       | 2     | 0     | 11    | 11       | 2.12     | 1.16    |
| 2010년    | 주니치    | 54    | 0     | 0     | 0     | 0       | 1     | 3     | 42       | 3     | .250  | 202   | 48.0  | 47       | 1        | 13    | 1    | 2     | 41       | 1     | 0     | 12    | 12       | 2.25     | 1.25    |
| 2011년    | 주니치    | 56    | 0     | 0     | 0     | 0       | 0     | 1     | 37       | 7     | .000  | 206   | 48.2  | 50       | 1        | 10    | 3    | 2     | 45       | 0     | 0     | 12    | 8        | 1.48     | 1.23    |
| 2012년    | 주니치    | 54    | 0     | 0     | 0     | 0       | 1     | 3     | 33       | 6     | .250  | 207   | 51.0  | 44       | 3        | 13    | 3    | 2     | 30       | 0     | 0     | 15    | 13       | 2.29     | 1.12    |
| 2013년    | 55        | 0     | 0     | 0     | 0     | 2       | 3     | 36    | 8        | .400  | 227   | 53.1  | 48    | 2        | 19       | 5     | 1    | 37    | 1        | 0     | 16    | 11    | 1.86     | 1.26     |         |
| 2014년    | 34        | 0     | 0     | 0     | 0     | 1       | 2     | 20    | 4        | .333  | 134   | 30.2  | 37    | 1        | 10       | 2     | 0    | 18    | 1        | 0     | 12    | 12    | 3.52     | 1.53     |         |
| 2016년    | 15        | 0     | 0     | 0     | 0     | 0       | 2     | 0     | 2        | .000  | 48    | 10.1  | 14    | 1        | 3        | 0     | 0    | 5     | 0        | 0     | 8     | 7     | 6.10     | 1.65     |         |
| 2017년    | 50        | 0     | 0     | 0     | 0     | 3       | 6     | 2     | 26       | .333  | 154   | 35.2  | 37    | 2        | 14       | 1     | 1    | 28    | 0        | 0     | 19    | 19    | 4.79     | 1.43     |         |
| 2018년    | 48        | 0     | 0     | 0     | 0     | 2       | 0     | 3     | 10       | 1.000 | 143   | 35.0  | 28    | 3        | 7        | 0     | 5    | 28    | 1        | 0     | 18    | 18    | 4.63     | 1.01     |         |
| NPB：19년 | NPB：19년 | 1002  | 1     | 0     | 0     | 0       | 59    | 51    | 407      | 82    | .536  | 4021  | 985.0 | 867      | 42       | 244   | 46   | 30    | 841      | 15    | 1     | 274   | 253      | 2.31     | 1.13    |

- 2018년 기준, 굵은 글씨는 시즌 최고 성적, 붉은색 글씨는 일본 프로 야구 역대 최고 성적.